# 焼山 (択捉島)
焼山（やけやま）は千島列島の択捉島中部、東海岸（太平洋側）にある火山。他地域の焼山と区別するため択捉焼山とも呼ばれる。

## 概要
1945年まで択捉島を統治し、現在も領有権を主張している日本では、焼山の別名として小散布山とも呼んでいる。
一方、同年に同島を占領したソビエト連邦を継承し、現在も実効支配しているロシア連邦ではこの山を≪Иван Грозный≫（Ivan Grozny、イヴァン・グローズヌィ）と呼んでいる。これは16世紀のロシア帝国の皇帝、「雷帝」イヴァン4世にちなんだものである。
輝石安山岩の成層火山。中央火口丘に硫気孔がある。
近くにある小田萌山と併せて扱われることも多い。

## 噴火歴
- 1973年 噴火
  - 1月初旬 山頂火口で小爆発。
  - 5月16日 山頂火口で一連の強い爆発。大きな火口形成。
- 1989年 噴火
  - 5月3日～14日、6月19日、8月上旬に爆発。噴煙高度2000m。
- 2012年 噴火
  - 8月16日 噴火が確認され、9km離れたゴリャチエ・クリュチ村や25km離れたクリリスク町（日本名：紗那）でも火山灰が確認された[3]。